# Intel iPSC

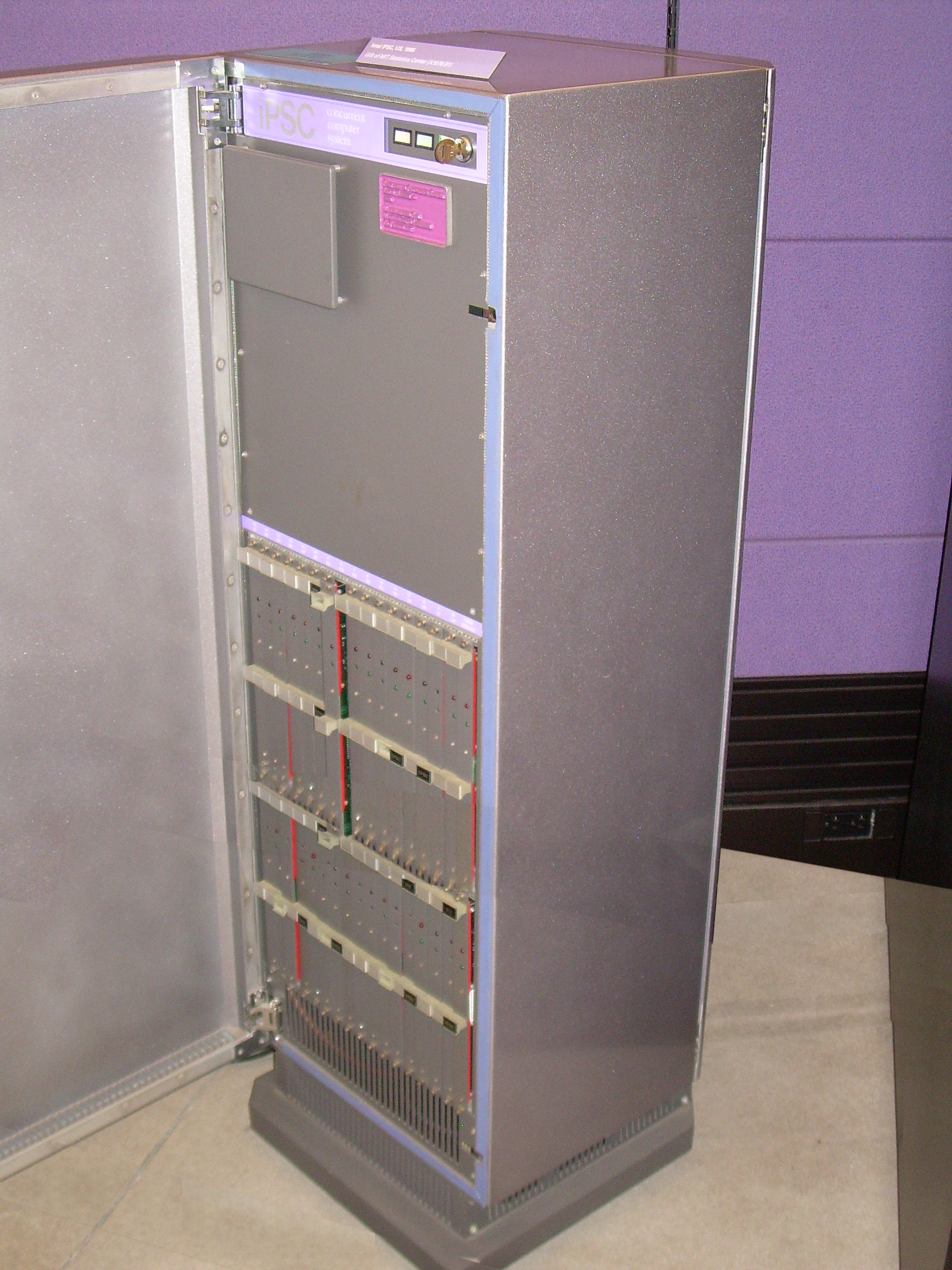
Intel iPSC-1 в Музее компьютерной истории (США)

Intel iPSC (акроним от англ. Intel Personal SuperComputer)— серия компьютеров с массово-параллельной вычислительной архитектурой, выпускавшаяся компанией Intel с 1985 по 1991 год.

## iPSC/1
Компьютер iPSC/1 был представлен компанией Intel в 1985 году, и мог содержать от 32 до 128 узлов, соединенных сетью Ethernet с топологией гиперкуб. Каждый узел имел процессор Intel 80286 с математическим сопроцессором 80287, 512 К ОЗУ и 8 портов Ethernet (7 для связи с другими узлами гиперкуба и 1 для связи с менеджером гиперкуба). Менеджер гиперкуба работал под управлением операционной системы Xenix, запущенной на обычном ПК.
Базовыми моделями были iPSC/d5 (5-мерный гиперкуб, 32 узла), iPSC/d6 (6-мерный гиперкуб, 64 узла) и iPSC/d7 (7-мерный гиперкуб, 128 узлов). Также выпускались по три варианта моделей с расширенным объёмом памяти (iPSC-MX) и векторным процессором (iPSC-VX).
iPSC/1 стал первым коммерчески доступным массово-параллельным компьютером.
Характеристики:
- Габаритные размеры: 127 см x 41 см x 43 см
- Производительность: 2 MFLOPS
- Ширина шины памяти: 16 бит

## Дальнейшее развитие
Изначально в серию входили модели Intel iPSC/1, затем им на смену пришли iPSC/2 (1987 год) и, позднее, iPSC/860 (1990 год). На смену iPSC в 1993 году компания Intel представила архитектуру Intel Paragon.